# International Center on Nonviolent Conflict
L'International Center on Nonviolent Conflict (ICNC) è una fondazione educativa senza scopo di lucro, fondata da Jack DuVall e Peter Ackerman nel 2002. Promuove lo studio e l'utilizzo di strategie non militari da parte di movimenti civili per instaurare e difendere i diritti umani, la giustizia sociale e la democrazia.

## Storia
L'ICNC è stata fondata da Peter Ackerman e Jack DuVall nel 2002. Jack DuVall ne è stato presidente e direttore fondatore dell'ICNC, mentre Peter Ackerman ne è stato presidente fondatore. Hardy Merriman nel 2015, è passato al ruolo di presidente dell'ICNC, poi di consigliere senior e poi di segretario del consiglio.
DuVall è uno scrittore ed ex dirigente della televisione pubblica . È stato produttore esecutivo della serie televisiva "A Force More Powerful", trasmessa sulla rete PBS . È anche coautore del libro omonimo (Palgrave/St. Martin's Press 2001). Il film e il libro esplorano le principali campagne di azione non violenta del XX secolo e hanno ricevuto numerose nomine e premi, tra cui una nomination agli Emmy.
Peter Ackerman, scomparso nel 2022, ha conseguito un dottorato di ricerca presso la Fletcher School for Law and Diplomacy della Tufts University negli anni '70, lavorando sotto la guida di Gene Sharp, un accademico molto rispettato e tra i primi ad individuare il Conflitto non Violento come oggetto di ricerca accademica. In seguito Ackerman divenne un investitore e un filantropo. Negli anni '80 era un socio ben pagato di Michael Milken presso Drexel Burnham Lambert, specializzato in acquisizioni con leva finanziaria. Nel corso della sua carriera accademica, Ackerman ha scritto una serie di libri accademici sull'azione non violenta strategica. Ha fatto parte anche del consiglio di amministrazione di Freedom House (anche come presidente tra il 2005 e il 2009). Fu membro del Consiglio per le Relazioni Estere.
Per sensibilizzare l'opinione pubblica sulla storia e sulle idee del conflitto non violento sia nelle società democratiche che in quelle autocratiche, l'ICNC ha diffuso libri, articoli, mezzi di comunicazione radiotelevisiva, programmi video, giochi per computer e altri materiali didattici. I membri dello staff e gli studiosi associati hanno tenuto seminari in Nord America, America Latina, Europa, Asia, Africa e Medio Oriente per giornalisti, attivisti, educatori e leader di ONG sulla storia e le dinamiche dell'azione strategica non violenta.
Il coinvolgimento dell'ICNC in seminari e workshop che vedevano la presenza di attivisti impegnati in campagne per i diritti umani, la democrazia e la giustizia sociale, all'estero ha portato ad accuse da parte di alcuni governi di ingerenza nella politica straniera, sebbene la politica dell'ICNC proibisca ai suoi relatori di fornire consigli specifici su una determinata lotta. Secondo la politica dell'ICNC, tali workshop vengono organizzati solo in risposta a richieste specifiche provenienti dagli stessi gruppi di attivisti e non sono avviati dall'ICNC. L'ICNC mantiene inoltre una posizione rigorosamente apolitica, nel senso che collabora con gruppi che sfidano i governi autocratici, indipendentemente dall'orientamento ideologico di un dato regime o dalle sue relazioni con gli Stati Uniti.
Molti membri dello staff dell’ICNC hanno continuato a lavorare per istituzioni per promozione della democrazia come l'United States Institute of Peace, un istituto statunitense indipendente e apartitico, fondato dal Congresso e dedicato ad un mondo senza conflitti violenti.
L'ICNC ha collaborato con altri gruppi indipendenti senza scopo di lucro interessati all'azione strategica non violenta, tra cui l'Albert Einstein Institution, la Nonviolence International e il Centre for Applied Nonviolent Action and Strategies (CANVAS) con sede in Serbia. Per diversi anni, l'ICNC è stato finanziato esclusivamente attraverso un fondo di dotazione familiare privato. Tuttavia, nel 2021, l'ICNC ha iniziato a raccogliere fondi da finanziatori esterni in vista di un passaggio di consegne nella dirigenza. L'ICNC adotta una rigida politica di non collaborazione con alcun governo o entità finanziata dal governo.